# Lista de viagens presidenciais de João Figueiredo
Esta é uma lista de viagens presidenciais de João Figueiredo, o 30º Presidente do Brasil, empossado em 15 de março de 1979. Nesta lista constam as viagens de caráter diplomático realizadas por Figueiredo desde a sua posse até o fim do mandato, em 15 de março de 1985.
Figueiredo fez 19 viagens ao exterior para 21 países.

## Resumo
Abaixo, a quantidade de visitas do presidente Figueiredo para cada país.
- uma visita:

Alemanha Ocidental, Argélia, Bolívia, Cabo Verde, Canadá, Chile, China, Colômbia, Espanha, França, Guiné-Bissau, Japão, Marrocos, México, Nigéria, Portugal, Senegal e Venezuela
- duas visitas:

Argentina
- três visitas

Estados Unidos e Paraguai

## Viagens internacionais[1]
Abaixo, segue as viagens internacionais feitas por Figueiredo:
|    | Ano  | Período                    | País               | Notas |
| -- | ---- | -------------------------- | ------------------ | --- |
| 1  | 1979 | 06 a 08 de novembro        | Venezuela          | Primeira viagem internacional como presidente do Brasil.                                                                                  |
| 2  | 1980 | 09 a 11 de abril           | Paraguai           | |
| 3  | 1980 | 13 a 17 de maio            | Argentina          | |
| 4  | 1980 | 10 a 12 de setembro        | Chile              | |
| 5  | 1981 | 28 a 31 de janeiro         | França             | Primeira viagem oficial de Figueiredo à Europa.                                                                                           |
| 5  | 1981 | 1 a 4 de fevereiro         | Portugal           | Primeira viagem oficial de Figueiredo à Europa.                                                                                           |
| 6  | 1981 | 10 a 13 de março           | Colômbia           | |
| 7  | 1981 | 16 a 20 de maio            | Alemanha Ocidental | |
| 8  | 1981 | 26 de maio                 | Argentina          | |
| 9  | 1982 | 11 a 15 de maio            | Estados Unidos     | |
| 10 | 1982 | 18 a 22 de julho           | Canadá             | Visita de Estado. Encontrou-se com o primeiro-ministro do Canadá, Pierre Trudeau.                                                         |
| 11 | 1982 | 25 a 28 de setembro        | Estados Unidos     | Discursou na Assembleia Geral das Nações Unidas.                                                                                          |
| 12 | 1982 | 05 de novembro             | Paraguai           | Visitou a fronteira do Paraguai para acompanhar a abertura das comportas da hidrelétrica de Itaipu.                                       |
| 13 | 1983 | 26 a 29 de abril           | México             | Visita de Estado. Encontrou-se com o presidente Miguel de la Madrid.                                                                      |
| 14 | 1983 | 14 de julho a 12 de agosto | Estados Unidos     | Fez uma operação cardíaca em Cleveland, no estado de Ohio.                                                                                |
| 15 | 1983 | 14 a 21 de novembro        | Nigéria            | Fez um giro para aprofundar os laços de amizade entre o Brasil e a África.                                                                |
| 15 | 1983 | 14 a 21 de novembro        | Guiné-Bissau       | Fez um giro para aprofundar os laços de amizade entre o Brasil e a África.                                                                |
| 15 | 1983 | 14 a 21 de novembro        | Senegal            | Fez um giro para aprofundar os laços de amizade entre o Brasil e a África.                                                                |
| 15 | 1983 | 14 a 21 de novembro        | Argélia            | Fez um giro para aprofundar os laços de amizade entre o Brasil e a África.                                                                |
| 15 | 1983 | 14 a 21 de novembro        | Cabo Verde         | Fez um giro para aprofundar os laços de amizade entre o Brasil e a África.                                                                |
| 16 | 1984 | 07 a 09 de fevereiro       | Bolívia            | |
| 17 | 1984 | 08 a 14 de abril           | Marrocos           | |
| 17 | 1984 | 08 a 14 de abril           | Espanha            | |
| 18 | 1984 | 20 de maio a 01 de junho   | Japão              | Primeira viagem oficial de João Figueiredo à Ásia como presidente do Brasil.                                                              |
| 18 | 1984 | 20 de maio a 01 de junho   | China              | Primeira viagem oficial de João Figueiredo à Ásia como presidente do Brasil.                                                              |
| 19 | 1984 | 25 de setembro             | Paraguai           | Participou da cerimônia de inauguração da hidrelétrica de Itaipu que fica localizada no rio Paraná, entre a fronteira de ambos os países. |